# إيزابيل مينزيس ليث
كانت إيزابيل مينزيس ليث (بالإنجليزية: Isabel Menzies Lyth)‏ (1917 – 2008) محللة نفسية بريطانية في التقليد الكليني، اشتهرت بعملها على الآليات اللاواعية في البيئات المؤسسية.

## الحياة
ولدت ونشأت في اسكتلندا، وحصلت إيزابيل مينزيس على مرتبة مزدوجة في الاقتصاد وعلم النفس التجريبي في سانت أندروز في عام 1939، وأصبحت محاضرة هناك من 1939-1945. خلال الحرب، انخرطت في مجموعة تدرس الديناميكيات الاجتماعية في تدريب الضباط في مجالس اختيار مكتب الحرب وفي علاقات أسرى الحرب في وحدات إعادة التوطين المدنية. ثم انتقلت مينزيس إلى لندن للانضمام إليهم في معهد Tavistock.
في عام 1975، تزوجت من المحلل أوليفر ليث، الذي عملت معه على القلق في المؤسسات في أكسفورد.

## روابط خارجية
- إيزابيل مينزيس ليث